# 변량 조절
Control variates 방법은 분산 줄이기 방법의 일종으로서, 몬테 카를로 방법에서 사용된다. 모르는 값에 대한 추정의 정밀도를 높이기 위해 알고 있는 값에 대한 추정치를 사용한다.

## 기본 원리
추정하고자 하는 모수를 {\displaystyle }{\displaystyle }즉, m 은 μ에 대한 unbiased estimator이다. 또한 {\displaystyle }
{\displaystyle }
또한 c의 값에 상관없이 {\displaystyle } {\displaystyle }
{\displaystyle }
다음의 c 값을 사용하면
{\displaystyle }
{\displaystyle }
{\displaystyle }
이다. 단,
{\displaystyle }
는 m 와 t의 상관계수이다. {\displaystyle }

## 예
다음의 값을 몬테카를로 적분 법을 이용해서 추정한다고 해보자.
{\displaystyle }
이 값은 {\displaystyle }
{\displaystyle }
이고 U 는 [0, 1]사이의 균일 분포다. n개의 표본{\displaystyle }
{\displaystyle }
이제 {\displaystyle } 를 control variate로 설정하자. 이 변량의 기대값은 다음의 식으로 쉽게 구할 수 있다. {\displaystyle }
{\displaystyle }
{\displaystyle }{\displaystyle }
| 추정치           | 표준편차 |         |
| 기존 방법        | 0.69475  | 0.01947 |
| Control variates | 0.69295  | 0.00060 |

Control variates 방법을 사용함으로써 표준 편차가 크게 감소되었다. (정확한 결과는 {\displaystyle })

## 내용주
1. ↑  Glasserman,P.(2004).